# Qartam
Qartam (mort en 72) est un roi géorgien qui règne à Armaz de 55 à 72 apr. J.-C.

## Règne
Qartam est le fils cadet du roi Pharsman/Aderk. Selon l'historien et prince Vakhoucht Bagration, édité plus tard par le Français Marie-Félicité Brosset, son père divise à sa mort son royaume en deux :
- l'aîné, Bartom II, reçoit la partie nord du royaume ;
- le cadet, Qartam, règne dans le sud du royaume.

C'est ainsi que le royaume de Karthlie est divisé en deux, et ce, jusqu'en 129.
Vakhoushti raconte que par la suite, lorsque, sous le règne de l'empereur romain Vespasien, les Juifs doivent fuir en 70 la Judée après la destruction du Temple, ils trouvent alors refuge auprès de Qartam et de son frère qui les installent dans la plaine de l'Aragvi, avec leurs cousins qui ont déjà pris possession de ces terres depuis le VIe siècle av. J.-C. Il meurt deux ans plus tard, en même temps que son frère Bartom II.

## Famille
Il a épousé une noble géorgienne dont il a eu un fils unique :
- Pharasman Ier, roi d'Armaz.